# Winfield (Wisconsin)
Winfield es un pueblo ubicado en el condado de Sauk en el estado estadounidense de Wisconsin. En el Censo de 2010 tenía una población de 856 habitantes y una densidad poblacional de 9,4 personas por km².

## Geografía
Winfield se encuentra ubicado en las coordenadas 43°36′3″N 90°1′22″O / 43.60083, -90.02278. Según la Oficina del Censo de los Estados Unidos, Winfield tiene una superficie total de 91.1 km², de la cual 90.82 km² corresponden a tierra firme y (0.31%) 0.28 km² es agua.

## Demografía
Según el censo de 2010, había 856 personas residiendo en Winfield. La densidad de población era de 9,4 hab./km². De los 856 habitantes, Winfield estaba compuesto por el 99.3% blancos, el 0.23% eran afroamericanos, el 0.12% eran amerindios, el 0.23% eran asiáticos, el 0% eran isleños del Pacífico, el 0% eran de otras razas y el 0.12% pertenecían a dos o más razas. Del total de la población el 0% eran hispanos o latinos de cualquier raza.